# Якимівці (Кременецький район)

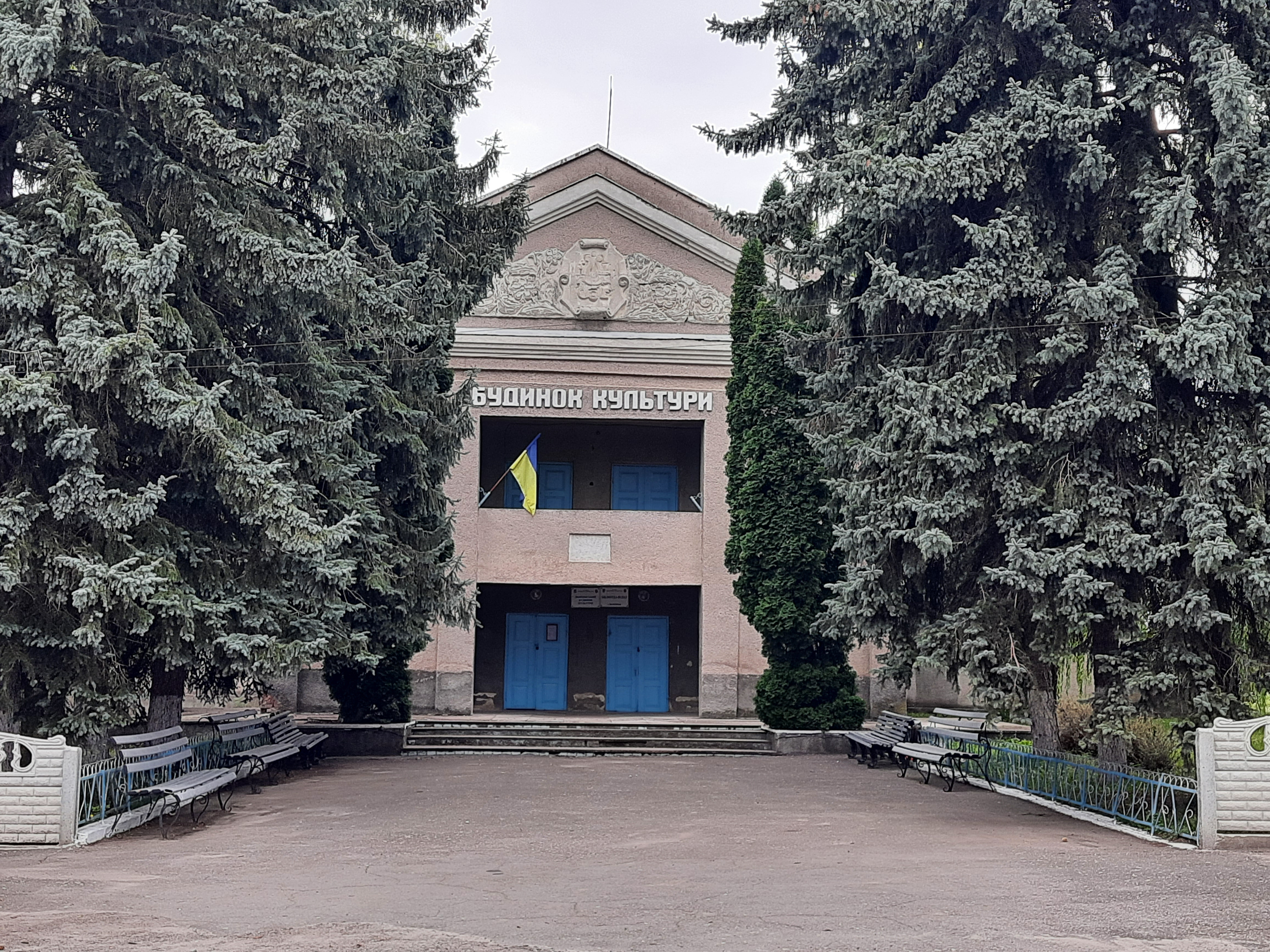
Будинок культури

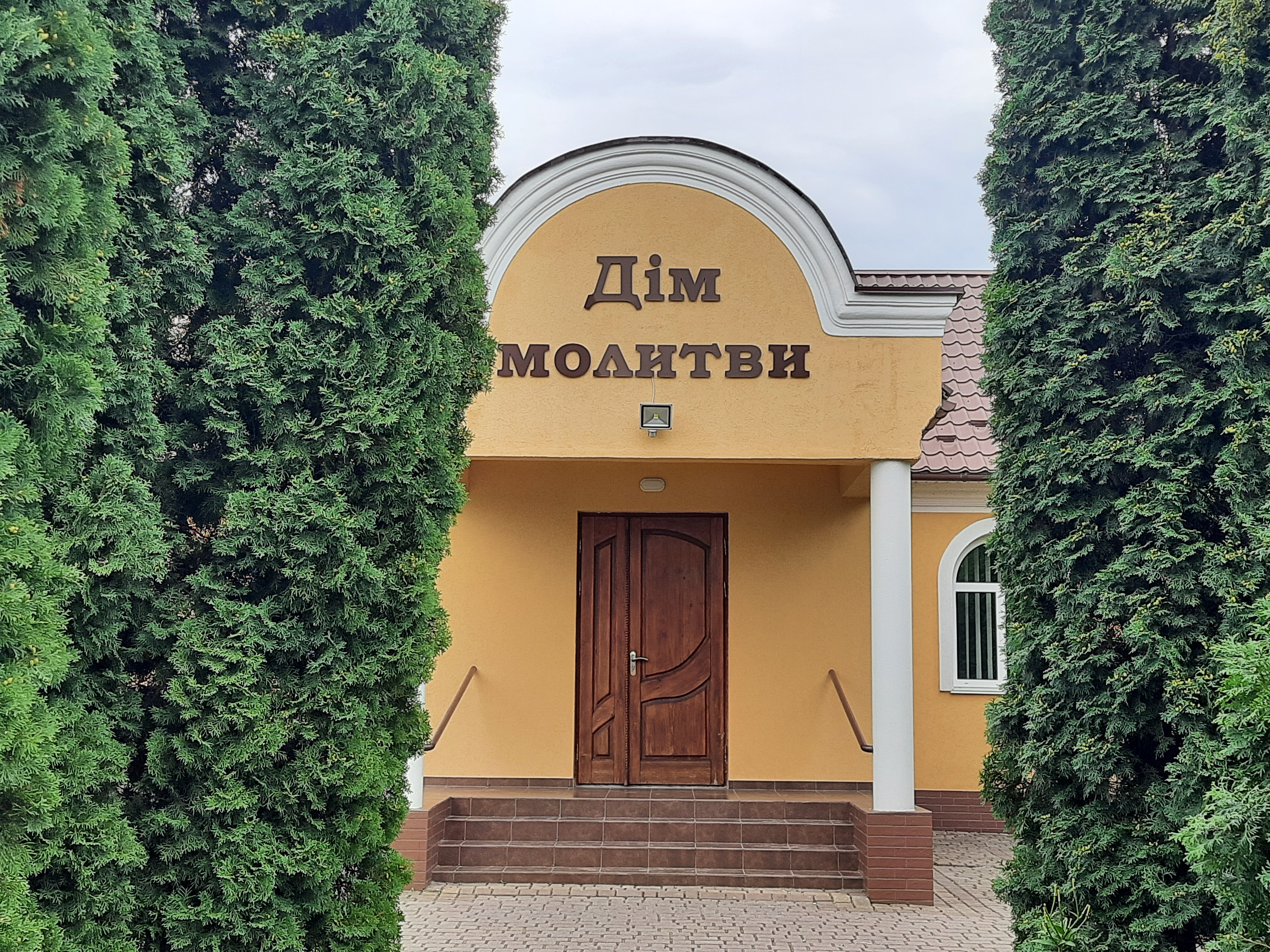
Дім молитви

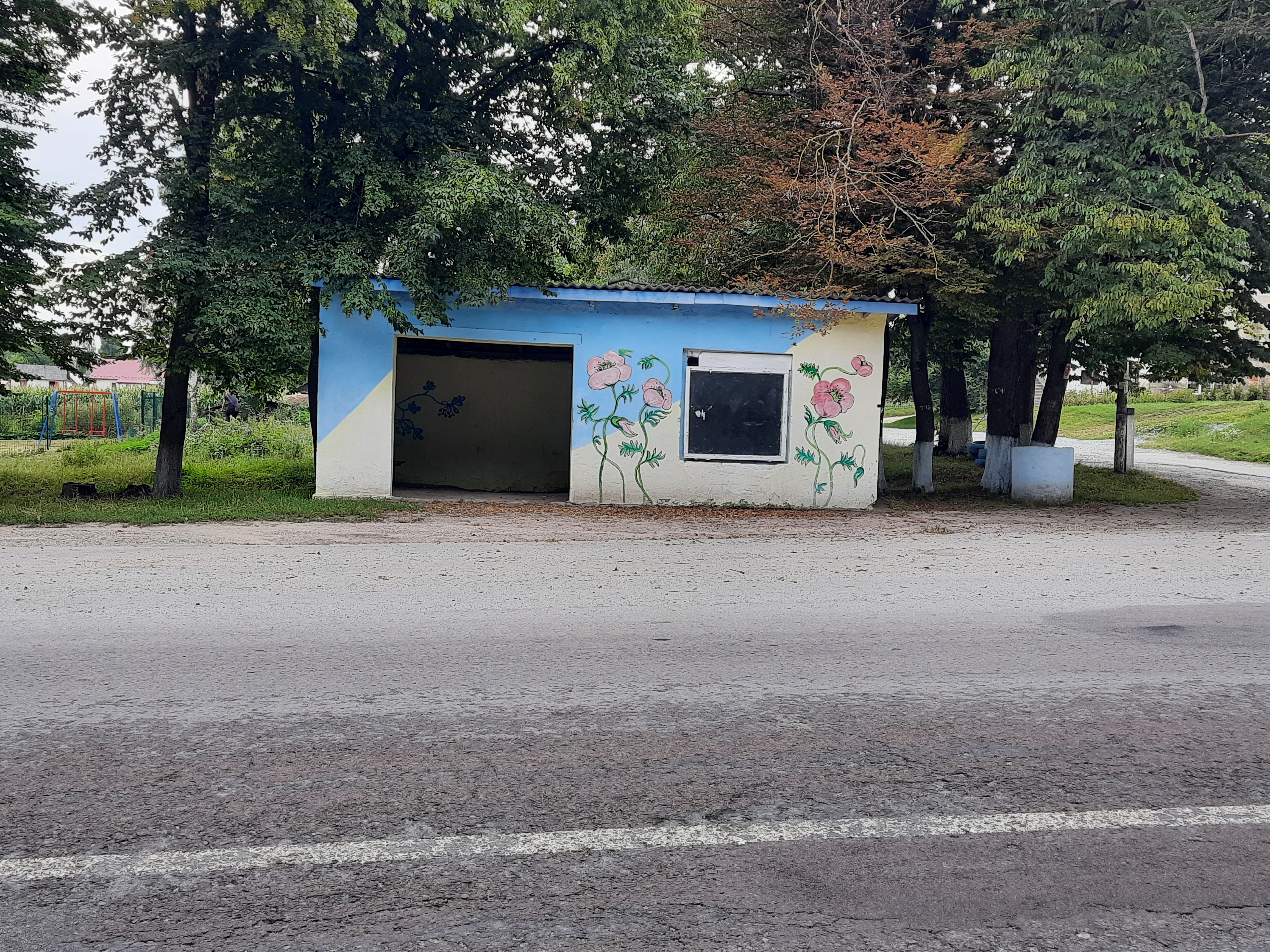
Автобусна зупинка

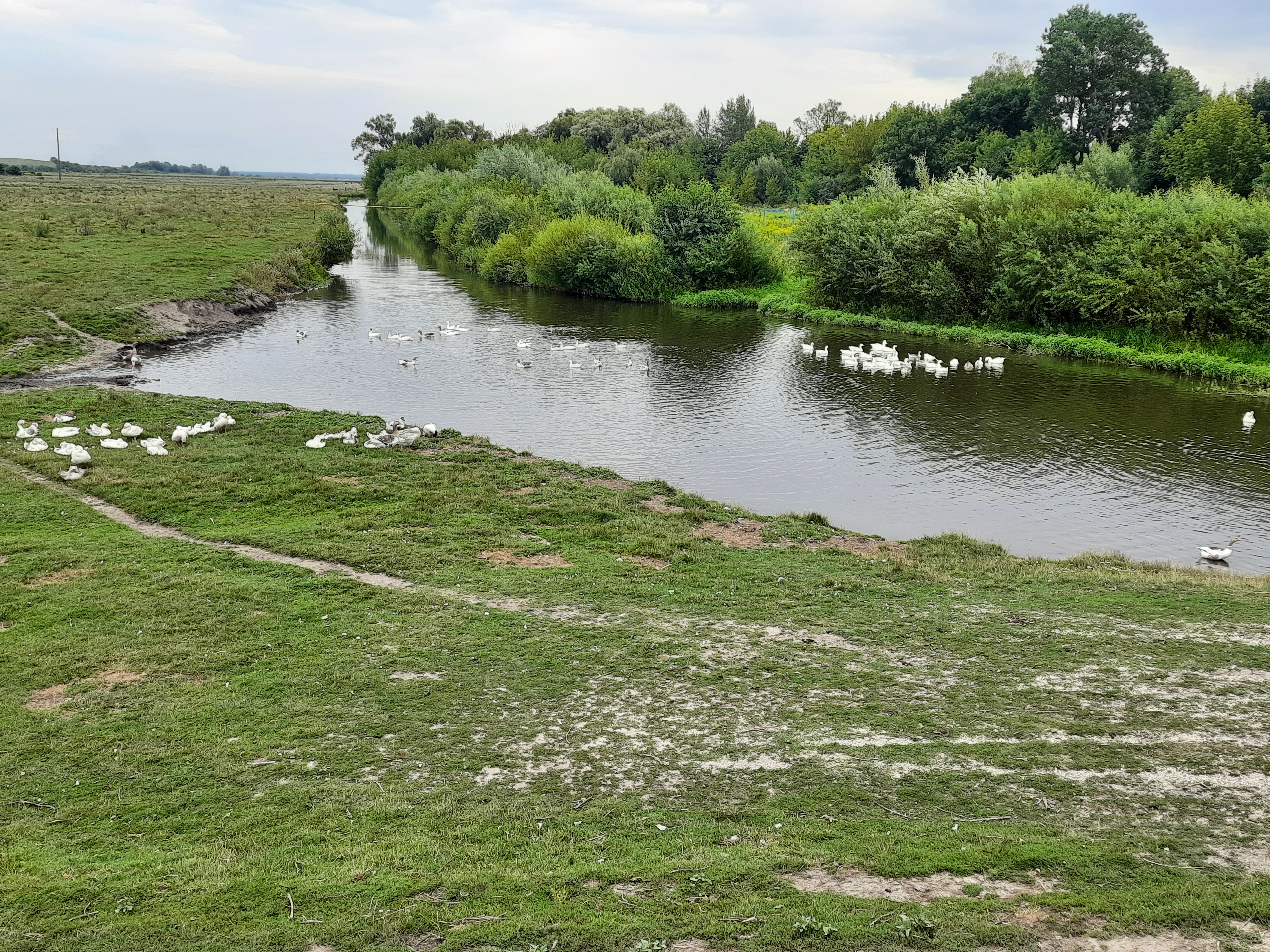
Річка Горинька біля села

Яки́мівці — село в Україні, у Лановецькій міській громаді Кременецького району Тернопільської області. Розташоване на річці Горинька, на сході району. Вище за течією на відстані 3,5 км розташоване село Матвіївці, нижче по течії на відстані 1,5 км розташоване село Юськівці, а на протилежному березі — село Татаринці. До 2017 року село було центром сільської ради, якій було підпорядковане село Татаринці. До Якимівців приєднано хутір Рідкодуб.
Населення — 463 особи (2007).

## Історія

### Перша згадка. Походження назви
Перша писемна згадка про Якимівці датується 1566 роком: в акті від 29 листопада 1566 року село згадується як маєток Ганни Канівської. Його незмінна назва, за переказами, походить від імені першого поселенця Якима. Він стрілою з лука вбив татарського воєводу, котрий шукав броду через болото, щоб зі своїм загоном перебратись до села зі сторони Татаринець.
За панування Польщі в 1922-1939 роках Якимівці входили до Дедеркальського повіту.

### Радянська влада
У січні 1918 року в селі проголошено Радянську владу. В 1920-1939 роках у складі Польщі.
У 30-х роках XX століття в селі діяло товариство "Просвіта", яке структурно входило до Кременецького повітового товариства. Крім "Просвіти" тут діяли ОУН й Кирило-Мефодіївське братство на чолі зі священником І.Собком.
На 1936 рік село входило до ґміни Дедеркали Кременецького повіту.
Учасниками Другої Світової війни були 155 жителів Якимівців, 88 з них за мужність і відвагу на фронтах війни одержали урядові нагороди.
На території села була розміщена центральна садиба колгоспу «Шлях до комунізму», за яким закріплено 1,7 тис. га сільськогосподарських угідь, у тому числі 1,5 тис. га орної землі. Успішно розвивалося рільництво й тваринництво. Основними культурами були пшениця і цукрові буряки. Тваринництво — м'ясо-молочного напряму. З допоміжних підприємств були млин та пилорама.
12 червня 2020 року, відповідно до розпорядження Кабінету Міністрів України № 724-р «Про визначення адміністративних центрів та затвердження територій територіальних громад Тернопільської області» увійшло до складу Лановецької міської громади.
19 липня 2020 року, в результаті адміністративно-територіальної реформи та ліквідації Лановецького району, село увійшло до складу Кременецького району.

## Населення

### Мова
Розподіл населення за рідною мовою за даними перепису 2001 року:
| Мова       | Кількість | Відсоток |
| ---------- | --------- | -------- |
| українська | 488       | 99.39%   |
| російська  | 3         | 0.61%    |
| Усього     | 491       | 100%     |

## Соціальна сфера
Заклади освіти:
- Якимівський дошкільний навчальний заклад (дитячий садок) "Росинка"
- Якимівська загальноосвітня школа І-ІІ ступенів (до 2001 - неповна) (директор - Тетяна Іванівна Іващук). Будівля школи побудована 1981 року. До 1980 року учні навчались у панському будинку Польового.

В селі діють будинок культури, бібліотека, медична амбулаторія, відділення зв'язку.
При будинку культури працюють хоровий та драматичний гуртки. Колектив народного хору у 2003 році відзначив своє 30-ту  річницю.

## Релігія
- церква святого Архістратига Михаїла (1990, ПЦУ).

В Якимівцях є каплиця. Її збудували біля могили жителів села, померлих від епідемії чуми (там поховано близько трьох сотень чоловік). За часів радянської влади каплицю зруйнували, залишився тільки насип та старі клени. Вже у незалежній Україні, на тому ж місці звели нову.
В Якимівцях з 1922 є громада УЦХВЄ, яка має власний Дім молитви.

## Пам'ятки

### Археологічні
Поблизу Якимівців виявлено залишки поселення і могильник черняхівської культури III–VI століть (на відстані 500 м від колгоспного двору, поблизу ставка у полі). На території даного поселення восени 2015 року віднайдено горщик із срібними динаріями Римської Імперії в кількості понад 2000 шт, значну кількість фібул та інших речей даного періоду. Аналогічні знахідки виявлено і на протилежному березі річки по відношенню до даного черняхівського поселення (у значно меншій кількості).[джерело?]

### Пам'ятники
Споруджено пам'ятник воїнам-односельцям, полеглим у німецько-радянській війні (1974), три братські могили.

### Ботанічні
Окрасою села Якимівці є парк, який розташований в центрі села. Особливо багато при вході в парк каштанів. Вхід до парку знаходиться на початку вулиці Колгоспної. В глибині парку є невелика галявина, на якій часто відпочиває молодь.
Неподалік села за кар'єрами знаходяться торф'яні родовища.

## Відомі люди

### Народилися
- український поет у Румунії Кирило Куцюк-Кочинський,
- громадський діяч та сенатор часів Другої Речі Посполитої Михайло Черкавський.
- Яремчук Андрій Олександрович (1991—2023) — військовослужбовець ГУР МОУ Збройних сил України, учасник російсько-української війни.